# أرض (عنصر تقليدي)
الأرض أو أرض بكر أحد العناصر التقليدية إلى جانب الهواء والنار والماء.

## التراث الأوروبي

الرمز الخيميائي للأرض

تعد الأرض أحد العناصر التقليدية الأربعة في الفلسفة والعلوم اليونانية القديمة، وهي مصاحبة عادةً في معتقداتهم بصفات الثقل والمادة والعالم الأرضي وآلهة العالم السفلي، والجوانب الحسية لمفهوم الحياة والموت في الطقوس التنجيمية لاحقًا.
عدّ إيمبيدوكليس أربعة archai لفهم الكون: النار والهواء والماء والأرض. واعتقد أفلاطون أن العناصر أشكالاً هندسية (المجسمات الأفلاطونية)، وحدّد المكعب رمزًا للأرض في طيماوسيته. واعتقد أرسطو أن الأرض أثقل تلك العناصر، وفي نظريته المكان الطبيعي اقترح أن أي مادة في باطن الأرض، ستنخفض بسرعة مباشرة إلى أسفل، باتجاه مركز الكون. وفي الميثولوجيا الإغريقية القديمة والأساطير الرومانية، مثّلت العديد من الآلهة الأرض والفصول الأربعة والمحاصيل والخصوبة من بينهم ديميتر وبيرسيفون وسيرس وربات الفصول وبروسربينا وهاديس (بلوتو) الذي حكم أرواح الموتى في العالم السفلي.
في الطب اليوناني القديم، كان كل من الأخلاط الأربعة مصحوبًا بعنصر تقليدي. فارتبط المزاج السودوي بالأرض، فكلاهما بارد وجاف. كما ارتبط كلاهما في الطب القديم وطب العصور الوسطى بفصل الخريف والأنوثة والنقطة الجنوبية للبوصلة. وفي الخيمياء، اعتُقد بأن الأرض كانت باردة، ثم جافة. واستُخدم ملح الطعام كرمز خيميائي للأرض، ويرمز لها بمثلث مقلوب مقسوم بخط أفقي.

## التراث الهندي
بريثفي هي الأرض الهندوسية والإلهة الأم، ووفقًا للمعتقد الهندوسي فهي الممثلة لشخص الأرض؛ وقيل هي الأم الحقيقية وجوهر عنصر الأرض. وبكونها الطبيعة الأم، فهي تتعارض مع أب السماء. وفي الريجفدا، توصف الأرض والسماء بالزوجين، وأحيانًا يُمثلان بنصفي صدفة يكمّل كل منهما الآخر. كما يرتبط عنصر الأرض بكوكب زحل الذي يمثل التواصل والأعمال والرياضيات والمواد العملية الأخرى.

## الطقوس السحرية
كانت العناصر التقليدية الأربعة عنصرًا في نظام الفجر الذهبي. في هذا النظام، يمثل الزيلاتور الأرض. أما السلاح السحري للأرض، فهو النجمة الخماسية. أما الكائنات الروحية المرتبطة بالأرض، فهي أورييل رئيس ملائكة الأرض، والملاك فرولاخ، والحاكم كيروب، والملك غوب، وحرّاس الأرض التابعين لباراسيلسوس المعروفين يالغينوم. تعتبر الأرض خاملة، ويرمز لها برمز برج الثور، ويمثّلها النقطة السفلى اليسرى في طقوس الاستدعاء بالنجمة الخماسية.

## السحر الحديث
تعد الأرض أحد العناصر الخمسة التي تظهر في معتقدات الويكا والمعتقدات الوثنية. تأثرت الويكا خاصة بنظام الفحر الذهبي السحري، كما تأثرت حركة آليستر كراولي الصوفية الباطنية بنظام الفجر الذهبي.

## المعتقدات الأخرى
في شرق آسيا، يُنظر إلى المعدن أحيانًا كمكافئ للأرض، ويمثله النمر الأبيض (باي هو) في اللغة الصينية، بياكو في اللغة اليابانية، باش هو في اللغة الفيتنامية بايكو في اللغة الكورية. وفي ديانة الآزتك، يمثل الأرض المنزل؛ وعند الهندوس زهرة اللوتس؛ وعند السكوثيين المحراث؛ وعند اليونان العجلة؛ وفي الأيقونات المسيحية الثيران والطيور.

## وصلات خارجية
- Different versions of the classical elements